# Начо
Хосе Игнасио Фернандес Иглесиас (на испански: José Ignacio Fernández Iglesias) известен само като Начо, е испански футболист роден на 18 януари 1990 г., който играе за Ал-Кадисия предимно като централен защитник.

## Кариера
Роден в Мадрид, Начо пристигна в школата на Реал Мадрид на 11-годишна възраст. Той прави своят дебют през сезон 2008/09, като играе два мача с резервите в Сегунда дивисион и в следващите два сезона продължава да играе за Реал Мадрид Кастиля.
На 23 април 2011 той прави своя дебют за първия отбор и съответно в Примера дивисион като започва срещата като ляв защитник при победата с 3 – 6 срещу Валенсия и играе през целия мач. Вторият му мач за мъжете е една седмица по-късно при домакинската загуба с 2 – 3 от Реал Сарагоса.
Начо е един от играчите от младежкия отбор, който влиза в групата на първия отбор за лятната подготовка в Северна Америка, преди началото на сезон 2011/12. Той влиза като резерва и в трите приятелски срещи срещу отборите на Лос Анджелис Галакси, Гуадалахара и Филаделфия Юниън.
На 2 септември 2012 г. треньорът на Реал Мадрид, Жозе Моуриньо обявява, че той заедно с Алваро Мората и Хесус Фернандес, ще бъдат извикани в първия отбор, но ще продължи да играе за вторият отбор.
През лятната пауза на 2013 г., на 10 юли официалният сайт на клуба съобщава, че играчът удължава сегашният си договор с още 4 години до 2017 година,  а през лятото на 2014 г. договора е удължен с още 4 години до 2021 година.

## Личен живот
Начо има по-малък брат на име Алекс, който също е футболист. Брат му играе като полузащитник и също завършва академията на Реал Мадрид. И двамата правят дебют за първия отбор в една и съща среща.

## Успехи

### Клубна кариера
Реал Мадрид
- Примера дивисион (4): 2011/12, 2016/17, 2019/20, 2021/22, 2023/24
- Суперкупа на Испания (5): 2012, 2017, 2020, 2022, 2024
- Купа на Испания (2): 2013/14, 2022/23
  - (финалист) (1): 2012/13
- Шампионска лига (6): 2013/14, 2015/16, 2016/17, 2017/18,

2021/22, 2023/24
- Суперкупа на Европа – (3): 2014, 2016, 2017, 2022
- Световно клубно първенство – (5): 2014, 2016, 2017, 2018, 2022

 Реал Мадрид Кастиля
- Сегунда дивисион Б (1): 2011/12

### Национален отбор
Испания до 17
- Европейско първенство на УЕФА до 17 (1): 2007
- Световна купа на ФИФА до 17 (финалист) (1): 2007

 Испания до 21
- Европейско първенство на УЕФА до 21 (1): 2013

## Статистика

### Клубна кариера
- Последна промяна: 30 април 2016 г.

| Отбор             | Сезон             | Първенство | Първенство | Купа на страната | Купа на страната | Европейски турнири | Европейски турнири | Общо   | Общо   |
| Отбор             | Сезон             | Мачове     | Голове     | Мачове           | Голове           | Мачове             | Голове             | Мачове | Голове |
| ----------------- | ----------------- | ---------- | ---------- | ---------------- | ---------------- | ------------------ | ------------------ | ------ | ------ |
| Кастиля           | 2008/09           | 2          | 0          | –                | –                | –                  | –                  | 2      | 0      |
| Кастиля           | 2009/10           | 21         | 1          | –                | –                | –                  | –                  | 21     | 1      |
| Кастиля           | 2010/11           | 30         | 0          | 2                | 0                | –                  | –                  | 32     | 0      |
| Кастиля           | 2011/12           | 33         | 3          | 4                | 0                | –                  | –                  | 37     | 3      |
| Кастиля           | 2012/13           | 19         | 0          | –                | –                | –                  | –                  | 19     | 0      |
| Общо              | Общо              | 105        | 4          | 6                | 0                | –                  | –                  | 111    | 4      |
| Реал Мадрид       | 2010/11           | 2          | 0          | 0                | 0                | 0                  | 0                  | 2      | 0      |
| Реал Мадрид       | 2011/12           | 0          | 0          | 1                | 0                | 0                  | 0                  | 1      | 0      |
| Реал Мадрид       | 2012/13           | 9          | 0          | 3                | 0                | 1                  | 0                  | 13     | 0      |
| Реал Мадрид       | 2013/14           | 12         | 0          | 4                | 0                | 3                  | 0                  | 19     | 0      |
| Реал Мадрид       | 2014/15           | 14         | 1          | 2                | 0                | 6                  | 0                  | 22     | 1      |
| Реал Мадрид       | 2015/16           | 16         | 0          | 1                | 0                | 5                  | 1                  | 22     | 1      |
| Общо              | Общо              | 53         | 1          | 11               | 0                | 15                 | 1                  | 79     | 2      |
| Общо за кариерата | Общо за кариерата | 158        | 5          | 17               | 0                | 15                 | 1                  | 190    | 6      |